# Amblyseius pseudaequipilus
Amblyseius pseudaequipilus är en spindeldjursart som beskrevs av Wainstein och Abbasova 1974. Amblyseius pseudaequipilus ingår i släktet Amblyseius och familjen Phytoseiidae. Inga underarter finns listade i Catalogue of Life.